# Tveta, Vista och Mo domsagas tingslag
Tveta, Vista och Mo domsagas tingslag var ett tingslag i Jönköpings län.
Tingslaget bildades den 1 januari 1891 (enligt beslut den 2 december 1887 och den 12 juli 1889) genom av ett samgående av Tveta tingslag, Vista tingslag och Mo tingslag. 1971 upplöstes tingslaget och verksamheten överfördes till Jönköpings tingsrätt.
Tingslaget ingick i Tveta, Vista och Mo domsaga, bildad 1799.

## Kommuner
Tingslaget bestod den 1 januari 1952 av följande kommuner:
- Bankeryds landskommun
- Forserums landskommun
- Gränna stad
- Hakarps landskommun
- Huskvarna stad
- Lekeryds landskommun
- Månsarps landskommun
- Norrahammars köping
- Norra Mo landskommun
- Nässjö stad
- Skärstads landskommun
- Södra Mo landskommun
- Tenhults landskommun
- Visingsö landskommun